# Siphlopteryx antarctica
Siphlopteryx antarctica är en tvåvingeart som beskrevs av Günther Enderlein 1909. Siphlopteryx antarctica ingår i släktet Siphlopteryx och familjen hoppflugor.
Artens utbredningsområde är Crozetön. Inga underarter finns listade i Catalogue of Life.